# 法翁

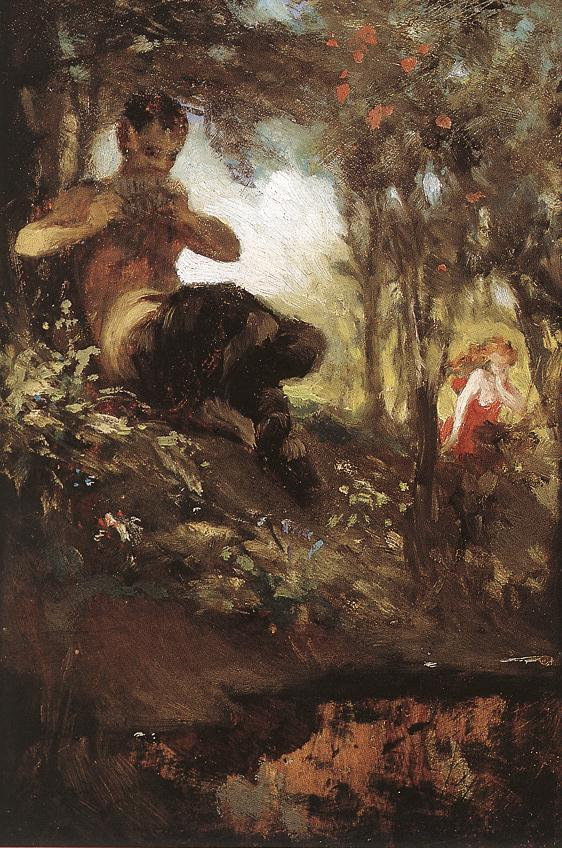
匈牙利畫家Pál Szinyei Merse所繪之法翁。

法翁（Faun）在羅馬神話中，是指一些半人半羊的精靈，生活在樹林裡。羅馬人將其與希臘神話中的潘連結對應。在魔幻小说与游戏中一般被译成“半羊人”或“羊男”。

## 在流行文化中的形象
- C·S·路易斯奇幻小說《納尼亞傳奇》中的主要角色吐納思先生就是一隻人羊。路易斯說，納尼亞系列第一部《獅子·女巫·魔衣櫥》的創作靈感皆源自於當時他腦海中所浮現的一個畫面，一個人羊帶著傘和包裹穿越一片雪地。[1]
- 吉勒摩·戴托羅執導的2006年電影《羊男的迷宮》中，一個人羊引導著故事主角奧菲莉亞（Ofelia）完成一系列的任務[2][3]。

## 外部連結
- Ein Einakter zum Thema Faunus （页面存档备份，存于）